# Еврафрика
Еврафрика (нем. Eurafrika, портманто од "Европа" и "Африка") је немачка идеја стратешког партнерства између Европе и Африке. Деценијама пре Другог светског рата, немачке присталице Европске интеграције заговарале су интеграцију афричких колонија, као први корак према савезној Европи. Као прави политички пројекат, ова идеја је одиграла велику улогу у раном развоју Европске уније, али је у великој мери заборављена. У контексту обновљене стратегије Европске уније за Африку и контроверзи о Медитеранској унији, израз је прошао кроз неку врсту оживљавања у последњих неколико година.

## Преглед
Израз је искован у 19. веку. Ова идеја имала је своју улогу у неким технократским фантазијама, на пример у плану Атлантропа двадесетих и тридесетих година 20. века.  Ерик Обст био је један од пропагатора ове идеје током Другог светског рата.
Двадесетих година 20. века Рихард Николаус основао је први популаран покрет за уједињену Европу. Сматрао је да је његова Паневропска унија једини начин да се спречи избијање новог рата на њеном тлу и да се очува њена историјска улога међу све снажнијим ваневропским силама. Његово веровање имало је расистичке темеље јер је тврдио да ће Еврафрика комбиновати европску културу и афрички "примитивни" витализам како би оба континента имала корист.
Партнерски дискурс у међувремену се развио из једне политичке и економске размене до већег значаја везаног за сферу емоција и сексуалности.
Еврафрика је остала далеки политички сан до краја Другог светског рата. Тада је остварила стварни политички утицај као део покретачких снага за јединство Европе. С обзиром на њену географску територију и правну позицију, некадашња француска територија Алжир, педесетих година 20. века је, као део Европске уније, била фокусна тачка француске визије Еврафрике.
Концепт Еврафрике Леополда Седара Сенгора био је блиско повезан са Негритудом који је сматрао да су афричка културна достигнућа, укључујући и подсахарску регију, на истом нивоу као и европска и сматрао их је делом истог културног континуума.
Револуције 1989. године у Источном блоку водиле су ка невиђеним променама и преузеле су, барем привремено, традиционални интерес за ближе евро-афричке кооперације. Насупрот основној идеји о оснивању, велика европска експанзија у последњим деценијама била је источна, а не прекомедитеранска.
Немачка хришћанско-демократска фондација Конрад Аденауер забележила је недостатак једнаких услова за политичка и економска питања, те се зато покушала усредсредити на будуће духовне и културне перспективе Еврафрике.

## Еврафрика након Другог светског рата
Оснивањем Организације за економску сарадњу и развој 1948. године, почела је интеграција колонијалних области Европе.
Целом слободном свету је у интересу да (колонијалне) територије, које чине део тог света, настоје да убрзају и повећају производњу ретког материјала.
На Хашком конгресу (1948) постављени су темељи Савета Европе 1949. године. Слично као Шуманова декларације, која је именовала развој Африке као задатак централне Европе, ово је такође укључивало послове са европским колонијама. Међутим, колонијалне амбиције, посебно Француска и њена Француска унија, нису добро функционисале са стварношћу. Француска није успела да поврати своје колоније у Азији. Изгубљена битка код Дијен Бијен Фуа и почетак Алжирског рата током 1954. године такође није ишло у корист Француске и њених амбиција. Неуспех последњих најјачих колонијалних сила Европе, Велике Британије и Француске, у Суецкој кризи 1956. године био је велики шок.
Како је Белгијски Конго стекао независност 1960. године, потпуно су пропали сви покушаји конструкције "Белгијско-конговског друштва" на предлог Антона ван Билсена раних педесетих година 20. века, као и идеја локалних католика Афричке савести, јер обе ствари укључују постепену еманципацију Конга.

### Теорије граница
У Уједињеном Краљевству, британски политичар Освалд Мозли предложио је идеологију трећа позиција за Еврафрику. Он је основао Унију покрета, позивајући на интеграцију Европе у једно, на основу слогана "Европа нација". Као део овога, он је видео потребу за спајањем Африке и Европе као извор минералних сировина, пољопривредних производа и нових земљишта за европска насеља. Мозлијева концепција Еврафрике укључивала је подржавање апартхејда у Јужноафричкој Републици, али и кооперацију са домороцима у централној и северној Африци.
Слично Еврабији, политичком неологизму који је измислио писац Бат Јеор почетком 2000-их, која тврди да постоји завера Европе коју воде Француска и арапске силе како би исламизирале и арабизирале Европу и на тај начин ослабиле њену постојећу културу и поткопале наводно претходно усаглашавање САД и Израела.

### Улога француске Еврафрике у 50-им и 60-им
Послератна Француска наставила је да покушава искористити процес европске унификације као основу за своје колонијалне утицаје и успела је да убрза рану европску развојну политику према својим колонијалним циљевима.
До шездесетих година 20. века, Француска није успела схватити деколонизацију и обезбедити стратегију за то. Алжир технички није био француска колонија јер се састојао од три француска министарства са око милион становника европског порекла. Французи су покушали да задрже Алжир у свом еврафричком простору и предложили су велике инвестиције 1958. године како би економски одржали Алжир као своју област. Француска је била сасвим свесна да алжирска министарства нису била одржива у условима заједночког тржишта и направила је неке клаузе о изузетку у Римским уговорима. Европска интеграција ставила је Француску под притисак, јер је гарантовала различите обавезе према Алжиру у Евијанском споразуму, али је истовремено морала смањити протекционизам и трговинске баријере.

### Након деколонизације
Еврафрика је одиграла веома важну улогу приликом стварања Европске уније и повезаних уговора, као што су Јаундске конвенције 1958. године и касније.
Римски споразум из 1957. године направио је важну прекректницу, будући да су Француска (и Белгија) сада спремне да уђу у јаче европско тржиште засновано на условима удруживања и обезбеђивања европских фондова за преостало колонијално подручје. Немачка, Холандија и Луксембург били су прилично скептични. Западна Немачка је, међутим, разменила побољшање свог политичког положаја – након тешких преговора између Конрада Аденауера и Шарл де Гола – са француским колонијалним покушајима и сложила се да значајно обезбеди Европски развојни фонд.

### Улога у трговниским споразумима и глобални досег
Еврафрика и даље има утицај на постколијалну улогу и идентитет Европе, јер се будућност односа између Европске уније и Африке и даље формулише као "стратешко партнерство" у односу на друге регије, као што је Кина.
У погледу трговинских споразума и развојне помоћи, Јаундса конвенција замењена је Конвенцијом у Ломеу (1975) и Котонским споразумом (2000). Конвенција у Ломеу дизајнирана је као нови оквир сарадње између тадашње Европске заједнице и Афричке, карипске и пацифичке групе земаља (АКП) у развоју, посебно бивших британских, холандских, белгијских и француских колонија. Оне су обезбедиле већину извоза пољопривредних и минералних производа из АКП како би ушле у Европску заједницу без царине и неки повлашћени приступ заснован на систему квоте за производе у конкуренцији са пољопривредом Европске заједнице, као што су шећер и говедина. Европска заједница обезбедила је неколико милиона европских валутних јединица за помоћ и инвестције у АКП земљама.
Увођењем Унутрашњег тржишта 1992. године погодило је повлашћени приступ АКП тржиштима Европске уније. Такође је влада САД истраживала Светску трговинску организацију, у случају да је Конвенција у Ломеу кршила правила СТО. Заштитна мерења малих фармера банана су се одразила на бивше колонијалне односе, за Уједињено краљевство на увоз са Кариба, за Француску из њених прекоморских департмана Гвадалупа и Мартиника и из њених некадашњих колонија Обале Слоноваче и Камеруна, за Италију из Сомалије. Немачка, као највећи потрошач, добијала је све своје залихе из Латинске Америке. На крају, Европска унија је преговарала директно са САД преко СТО како би постигла договор. Ратови банана били су толико важно пошто је СТО одлучила зауставити унакрсне субвенције које су годинама користиле земљама АКП.
Након Ломеа, уведен је Котонски споразум. Огледао се у и у неким унутрашњим развојима. Он тражи узајамне трговинске споразуме, што значи да не само да Европска унија обезбеђује бесцарински приступ својим тржиштима за извоз из АКП земаља, него и АКП земље морају обезбедити бесцарински приступ својим тржиштима за извоз из Европске уније. Котонски споразум тражио је и за јачу политичку основу за сарадњу између АКП и ЕУ. Технички центар за пољопривредну и руралну сарадњу АКП-ЕУ послује у оквиру и ради "јачања развоја политике и институционалних капацитета и капацитета за управљање информацијама и комуникацијама у пољопривредним и руралним развојним организацијама АКП". Након 2008. године, нису све земље АКП морале да отворе своја тржишта за производе из Европске уније. Група најнеразвијенијих земаља, од којих је већина њих у Африци, може или наставити сарадњу у складу са споразумима из Ломеа или по одредби "све осим оружја".

## Медитеранска унија наспрам проширења на исток
Стварни процес проширења Европске уније почео је са шест земаља оснивача Европске заједнице, које су основале и Европску заједницу за угаљ и челик 1952. године. Од тада је број чланица Европске уније порастао на 28, са Хрватском која је последња постала чланица у јулу 2013. године, а најновије територијално проширење Европске уније било је инкорпорација француског прекоморског департмана Мајот 2014. године. Најзначајнија територијална смањења Европске уније и њених претходника били су излазак Алжира 1962. и Гренланда 1982. године.
Медитеранска унија, такође позната и као процес Барселона, направљена је 1995. године као део шпанског председничког већа Европске уније и кулминирала је покушајима усаглашавња односа са суседима из Северне Африке и Блиског истока: глобалном медитеранском политиком (1972–1992) и обновљеном медитеранском политиком (1992–1995). Међутим, будуће проширење Европске уније је и даље источно, као што је изражено у Источном партнерству.
Никола Саркози покушао је да оживи идеју Еврафрике током предизборне кампање у Француској 2007. године. Саркози је прво покушао да образује Унију за Медитеран, сличну Европској унији, са заједничким правосудним подручјем и заједничким институцијама.

Саркози је тврдио
Док је будућност Европе на југу, Африка је на северу. (...) Позивам све оне који то могу учинити да се придруже Медитеранској унији јер ће то бити основа Еврафрике, велики сан способан да одушеви свет.
Саркозијев приступ протумачен је као прилично снисходљив, а велика стратегија није успела због недостатка интереса разних потребних учесника. Покушај је убрзо уназађен у поновном стварању Барселона процеса, а план о стварању аутономне Медитеранске уније је напуштен.